# Bousbecque
Bousbecque (in olandese Busbeke o Boesbeke) è un comune francese di 4 726 abitanti situato nel dipartimento del Nord nella regione dell'Alta Francia.

## Società

### Evoluzione demografica
Abitanti censiti